# Playa de la Guardia
La playa de la Guardia está situada en el municipio español de Salobreña, en la provincia de Granada, comunidad autónoma de Andalucía. Posee una longitud de alrededor de 1.100 metros y un ancho promedio de 25 metros. Es una playa rodeada de cultivos agrícolas, que cuenta con algunos servicios. Está separada de la playa de la Charca por el peñón de Salobreña.

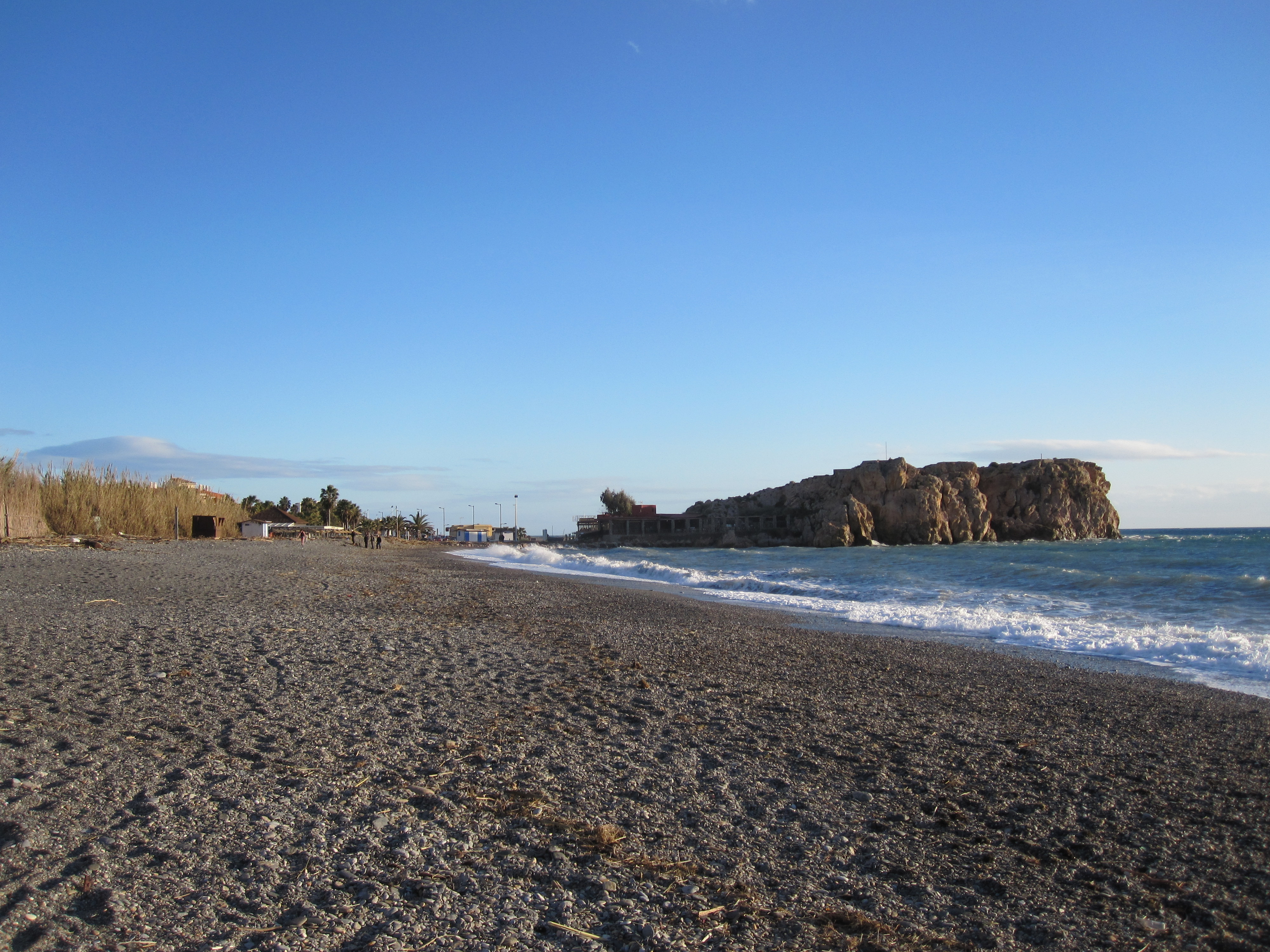
Extremo sureste de la playa y peñón de Salobreña.